# 水瀬藍
水瀬 藍（みなせ あい、6月3日 - ）は、日本の漫画家。広島県出身。血液型はB型。

## 来歴・人物
少コミ漫画アカデミアで銀賞を受賞。2006年、小学館の『Sho-Comi』増刊10月15日号にて掲載された「Mistake!」でデビュー。2007年、『少女コミック』15号にて掲載された「あなたへのクレッシェンド」で初連載。
『りぼん』（集英社）の漫画家、種村有菜の投稿時代からの親友にして、初期からのレギュラーアシスタントで、同じくアシスタントの浅野伽々と合同同人サークル・Strawberry Lunch（水瀬の商業デビューに伴い活動停止）を運営していた。
また、種村有菜の連載デビュー作品『イ・オ・ン』のキャラクターの一人、「水瀬藍」の名前の由来となった人物でもある。
作風では、いわゆる「純愛」を描くのを好んでいると述べている。
単行本発行部数は『ハチミツにはつこい』、『なみだうさぎ〜制服の片想い〜』が200万部を突破している。

## 作品リスト
特記事項がない限り小学館・フラワーコミックスより刊行。
- あなたへのクレッシェンド（『少女コミック』2007年15号 - 同年17号[3]、全1巻）
- 37℃のボーイフレンド（『少女コミック』2007年21号[8] - 同年23号、全1巻）
- だから、俺にしなよ（『sho-comi』2008年6号 - 同年16号、全2巻）
- センセイと私。（『sho-comi』2008年19号 - 2009年14号、全4巻）
- なみだうさぎ〜制服の片想い〜（『sho-comi』2009年17号 - 2012年5号[9]、全10巻）
- なみだうさぎ〜制服の片想い〜桃花に学ぶ愛され力
- ハチミツにはつこい（『sho-comi』2012年11号[10] - 2015年8号、全12巻）
- 恋降るカラフル〜ぜんぶキミとはじめて〜（『sho-comi』2015年13号[11] - 2017年19号[12]、全9巻）
- きっと愛だから、いらない（『sho-comi』2017年24号[13] - 2019年23号、全8巻）
- 青春ヘビーローテーション（『sho-comi』2020年5号[14] - 連載中、既刊17巻）

### オムニバス作品
- 先生〜これが、恋ですか?〜
- 放課後、キミと恋をして。
- 女の子は恋をすると妄想しちゃうんです。
- 好きって言えない。
- 先生second〜これが、イケナイ恋ですか?〜
- ぜんぶ、キミとはじめて〜幼なじみ アンソロジー〜

### その他
- ツキウタ。 THE ANIMATION（第11話エンドカード）

## 師匠
- 種村有菜

## 出演
- タモリ倶楽部（テレビ朝日、2022年5月20日）- ゲスト（スクリーントーンを使用している漫画家として出演[15][16][17]）
- 浦沢直樹の漫勉neo（NHK Eテレ、2023年2月10日）